# Tournus
 Tournus  es una población y comuna francesa, en la región de Borgoña, departamento de Saona y Loira, en el distrito de Mâcon. Es el chef-lieu y mayor población del cantón de Tournus.

## Demografía
| 6001 | 6673 | 6978 | 6343 | 5927 | 5629 |
| Para los censos de 1962 a 1999 la población legal corresponde a la población sin duplicidades (Fuente: INSEE [Consultar]) |      |      |      |      |      |

## Monumentos

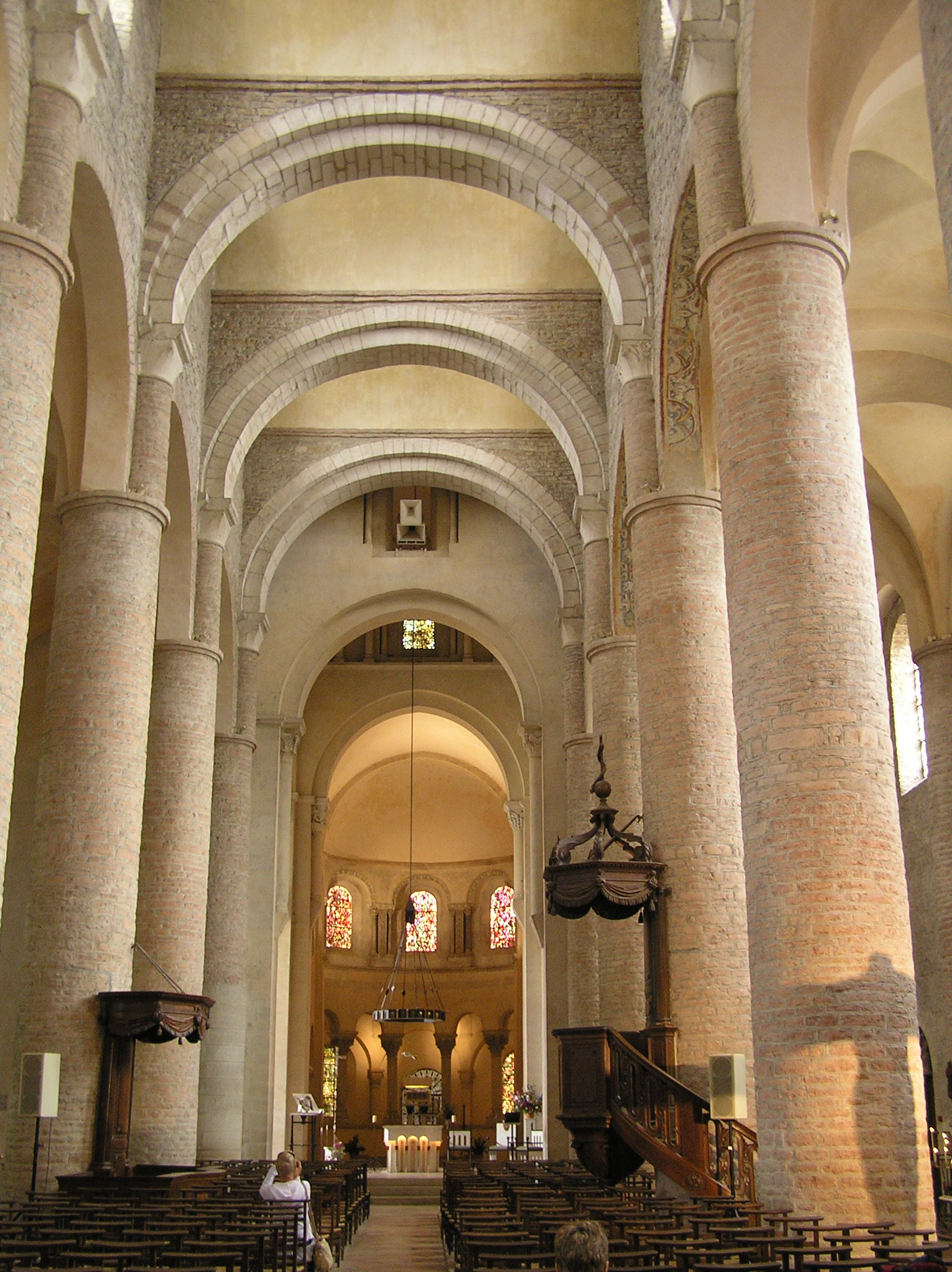
Nave de la iglesia abacial de Saint-Philibert.

- La iglesia abacial de Saint-Philibert de Tournus, (de principios del siglo XI), que perteneció a la abadía benedictina de Tournus, suprimida en 1785, y está construida en estilo románico borgoñón. La fachada estaba originalmente diseñada con dos torres que la flanqueaban de la que la septentrional fue sobrealzada en el siglo XII. La nave está cubierta con bóveda de cañón, apoyada en altas columnas cilíndricas. Tanto el coro como la cripta del siglo XI debajo de ella, tienen un deambulatorio y capillas laterales.

- Iglesia de Sainte-Madeleine, románica del siglo XII.

- Iglesia de Saint-Valérien, románica del siglo XII.

- Estatua de Jean-Baptiste Greuze, nacido en la ciudad en 1725, en la Place de l'Hôtel de Ville.

- Hôtel-Dieu y el Museo Greuze: antiguo hospital, que hoy día alberga el Museo Greuze, con una colección de obras de Jean-Baptiste Greuze. Construido en el siglo XVII y ampliado, el Hôtel-Dieu es monumento histórico desde 1964.

## Personalidades asociadas a la localidad
- Jean-Baptiste Greuze, pintor francés, nacido en Tournus el 21 de agosto de 1725.
- Simone Evrard, compañera de Jean-Paul Marat, nacida en  Tournus el 6 de febrero de 1764.
- Pierre Curillon, escultor , nacido en  Tournus el 16 de marzo de 1866 (y su hermano frère François Curillon, nacido en  Tournus en 1875, igualmente escultor ).
- Albert Thibaudet, crítico literario y ensayista,  nacido en  Tournus en 1874.